# Memphis Swamp Jam
Memphis Swamp Jam är en LP från 1969 som senare återutgivits som CD. 
Den är en liveupptagning från Memphis Blues Festival 1969 med huvudsakligen bluesmusiker från trakten runt Memphis, Tennessee, verksamma från 1930-talet och framåt.
Innehåller tre inspelningar med RL Watson & J Jones, vilka är pseudonymer för John Fahey & Bill Barth, som här framför tre duetter för gitarr; St Louis Blues, Memphis Rag samt Praying On The Old Camp Ground.